# Lista över fornlämningar i Kristianstads kommun (Färlöv)
Lista över fornlämningar i Kristianstads kommun (Färlöv) är en förteckning av ett urval av de fornlämningar som finns i Färlöv i Kristianstads kommun.
| Namn                                      | Lämningstyp                 | Tillkomsttid        | Historisk indelning | Plats                                  | Läge                 | ID-nr          | Bild                                      |
| ----------------------------------------- | --------------------------- | ------------------- | ------------------- | -------------------------------------- | -------------------- | -------------- | ----------------------------------------- |
| Färlöv 1:1                                | Gravfält                    |                     | Färlöv, Skåne       |                                        | 56.071446, 14.084989 | 10104500010001 | Ladda upp en bild av detta fornminne      |
| Färlöv 2:1                                | Gravfält                    |                     | Färlöv, Skåne       |                                        | 56.067908, 14.082698 | 10104500020001 | Ladda upp en bild av detta fornminne      |
| Färlöv 4:1                                | Grav markerad av sten/block |                     | Färlöv, Skåne       |                                        | 56.069577, 14.083156 | 10104500040001 | Ladda upp en bild av detta fornminne      |
| Färlöv 4:2                                | Grav markerad av sten/block |                     | Färlöv, Skåne       |                                        | 56.069596, 14.083152 | 10104500040002 | Ladda upp en bild av detta fornminne      |
| Färlöv 6:1                                | Minnesmärke                 |                     | Färlöv, Skåne       |                                        | 56.068572, 14.084182 | 10104500060001 | Ladda upp en bild av detta fornminne      |
| Färlöv 7:1                                | Stenkrets                   |                     | Färlöv, Skåne       |                                        | 56.068558, 14.083177 | 10104500070001 | Ladda upp en bild av detta fornminne      |
| Färlöv 8:1                                | Hög                         |                     | Färlöv, Skåne       |                                        | 56.082828, 14.079131 | 10104500080001 | Ladda upp en bild av detta fornminne      |
| Färlöv 9:1                                | Hög                         |                     | Färlöv, Skåne       |                                        | 56.096120, 14.083494 | 10104500090001 | Ladda upp en bild av detta fornminne      |
| Färlöv 10:1                               | Hög                         |                     | Färlöv, Skåne       |                                        | 56.093239, 14.084334 | 10104500100001 | Ladda upp en bild av detta fornminne      |
| Färlöv 11:1                               | Hög                         |                     | Färlöv, Skåne       |                                        | 56.092662, 14.083731 | 10104500110001 | Ladda upp en bild av detta fornminne      |
| Färlöv 12:1                               | Hög                         |                     | Färlöv, Skåne       |                                        | 56.102199, 14.086137 | 10104500120001 | Ladda upp en bild av detta fornminne      |
| Färlöv 13:1                               | Hög                         |                     | Färlöv, Skåne       |                                        | 56.104251, 14.084146 | 10104500130001 | Ladda upp en bild av detta fornminne      |
| Färlöv 13:2                               | Hög                         |                     | Färlöv, Skåne       |                                        | 56.103874, 14.083835 | 10104500130002 | Ladda upp en bild av detta fornminne      |
| Färlöv 13:3                               | Hög                         |                     | Färlöv, Skåne       |                                        | 56.103742, 14.084003 | 10104500130003 | Ladda upp en bild av detta fornminne      |
| Färlöv 13:4                               | Stensättning                |                     | Färlöv, Skåne       |                                        | 56.103648, 14.084191 | 10104500130004 | Ladda upp en bild av detta fornminne      |
| Färlöv 14:1                               | Stenkrets                   |                     | Färlöv, Skåne       |                                        | 56.097433, 14.108589 | 10104500140001 | Ladda upp en bild av detta fornminne      |
| Färlöv 15:1                               | Hög                         |                     | Färlöv, Skåne       |                                        | 56.102335, 14.095593 | 10104500150001 | Ladda upp en bild av detta fornminne      |
| Färlöv 15:2                               | Hög                         |                     | Färlöv, Skåne       |                                        | 56.102462, 14.095835 | 10104500150002 | Ladda upp en bild av detta fornminne      |
| Färlöv 17:2                               | Begravningsplats            |                     | Färlöv, Skåne       |                                        | 56.059067, 14.099238 | 10104500170002 | Ladda upp en bild av detta fornminne      |
| Färlöv 19:1                               | Hög                         |                     | Färlöv, Skåne       |                                        | 56.065957, 14.097662 | 10104500190001 | Ladda upp en bild av detta fornminne      |
| Färlöv 20:1                               | Hög                         |                     | Färlöv, Skåne       |                                        | 56.065225, 14.097859 | 10104500200001 | Ladda upp en bild av detta fornminne      |
| Färlöv 26:1                               | Hög                         |                     | Färlöv, Skåne       |                                        | 56.096931, 14.099944 | 10104500260001 | Ladda upp en bild av detta fornminne      |
| Färlöv 27:1                               | Hällristning                |                     | Färlöv, Skåne       |                                        | 56.096504, 14.099369 | 10104500270001 | Ladda upp en bild av detta fornminne      |
| Färlövsholm (Färlöv 28:1)                 | Borg                        |                     | Färlöv, Skåne       |                                        | 56.084417, 14.082930 | 10104500280001 | Ladda upp en bild av detta fornminne      |
| Färlöv 29:1                               | Grav markerad av sten/block |                     | Färlöv, Skåne       |                                        | 56.118007, 14.080623 | 10104500290001 | Ladda upp en bild av detta fornminne      |
| Färlöv 29:2                               | Grav markerad av sten/block |                     | Färlöv, Skåne       |                                        | 56.117998, 14.080865 | 10104500290002 | Ladda upp en bild av detta fornminne      |
| Färlöv 29:3                               | Grav markerad av sten/block |                     | Färlöv, Skåne       |                                        | 56.117989, 14.081303 | 10104500290003 | Ladda upp en bild av detta fornminne      |
| Färlöv 30:1                               | Gravfält                    |                     | Färlöv, Skåne       |                                        | 56.117418, 14.080118 | 10104500300001 | Ladda upp en bild av detta fornminne      |
| Färlöv 30:2                               | Hällristning                |                     | Färlöv, Skåne       |                                        | 56.117211, 14.080957 | 10104500300002 | Ladda upp en bild av detta fornminne      |
| Färlöv 34:1                               | Stensättning                |                     | Färlöv, Skåne       |                                        | 56.103367, 14.070054 | 10104500340001 | Ladda upp en bild av detta fornminne      |
| Färlöv 36:1                               | Stensättning                |                     | Färlöv, Skåne       |                                        | 56.101191, 14.068312 | 10104500360001 | Ladda upp en bild av detta fornminne      |
| Färlöv 36:2                               | Stensättning                |                     | Färlöv, Skåne       |                                        | 56.101028, 14.068655 | 10104500360002 | Ladda upp en bild av detta fornminne      |
| Tattarestenen (Färlöv 37:1)               | Grav markerad av sten/block |                     | Färlöv, Skåne       |                                        | 56.105218, 14.088878 | 10104500370001 | Ladda upp en till bild av detta fornminne |
| Färlöv 45:1                               | Grav markerad av sten/block |                     | Färlöv, Skåne       |                                        | 56.112743, 14.088318 | 10104500450001 | Ladda upp en bild av detta fornminne      |
| Färlöv 45:2                               | Grav markerad av sten/block |                     | Färlöv, Skåne       |                                        | 56.112743, 14.088318 | 10104500450002 | Ladda upp en bild av detta fornminne      |
| Färlöv 46:1                               | Hällristning                |                     | Färlöv, Skåne       |                                        | 56.074216, 14.083804 | 10104500460001 | Ladda upp en bild av detta fornminne      |
| Färlöv 52:1                               | Begravningsplats            |                     | Färlöv, Skåne       |                                        | 56.075456, 14.091870 | 10104500520001 | Ladda upp en bild av detta fornminne      |
| Färlöv 58:1                               | Hög                         |                     | Färlöv, Skåne       |                                        | 56.067856, 14.095712 | 10104500580001 | Ladda upp en bild av detta fornminne      |
| Färlöv 128:1                              | Hällristning                |                     | Färlöv, Skåne       |                                        | 56.090740, 14.079977 | 10104501280001 | Ladda upp en bild av detta fornminne      |
| Färlöv 136:1                              | Hällristning                |                     | Färlöv, Skåne       |                                        | 56.107451, 14.076396 | 10104501360001 | Ladda upp en bild av detta fornminne      |
| Färlöv 137:1                              | Stensättning                |                     | Färlöv, Skåne       |                                        | 56.109340, 14.074364 | 10104501370001 | Ladda upp en bild av detta fornminne      |
| Färlöv 138:1                              | Hällristning                |                     | Färlöv, Skåne       |                                        | 56.109348, 14.073783 | 10104501380001 | Ladda upp en bild av detta fornminne      |
| Färlöv 139:1                              | Hällristning                |                     | Färlöv, Skåne       |                                        | 56.110208, 14.073983 | 10104501390001 | Ladda upp en bild av detta fornminne      |
| Färlöv 152:1                              | Hällristning                |                     | Färlöv, Skåne       |                                        | 56.093889, 14.102758 | 10104501520001 | Ladda upp en bild av detta fornminne      |
| Färlöv 153:1                              | Hällristning                |                     | Färlöv, Skåne       |                                        | 56.096346, 14.102350 | 10104501530001 | Ladda upp en bild av detta fornminne      |
| Färlövstenen / DR NOR1998;21 (Färlöv 166) | Runristning                 | ca. 800-talet e.Kr. | Färlöv, Skåne       | Cirka 300 meter söder om Färlövs kyrka | 56.071250, 14.084038 | 12000000058803 | Ladda upp en till bild av detta fornminne |